# Атлетика на Летњим параолимпијским играма 2016 — 400 метара за жене T54
Трка на 400 метара у класи 54 за жене, била је једна од 29 дисциплина атлетског програма на Летњим параолимпијским играма 2016. у Рио де Жанеиру, Бразил. Такмичење је одржано 11. септембра на Олимпијском стадиону Жоао Авеланж.

## Земље учеснице
Учествовало је 13 такмичара из 9 земаља.
1. Аустралија (1)
2. Канада (1)
3. Кина (3)
4. Мексико (1)
5. САД (3)
6. Турска (1)
7. Финска (1)
8. Холандија (1)
9. Швајцарска (1)

## Рекорди пре почетка такмичења
(стање 8. септембра 2016)
| Рекорди пре почетка Параолимпијских игара 2016. | Рекорди пре почетка Параолимпијских игара 2016. | Рекорди пре почетка Параолимпијских игара 2016. | Рекорди пре почетка Параолимпијских игара 2016. | Рекорди пре почетка Параолимпијских игара 2016. | Рекорди пре почетка Параолимпијских игара 2016. |
| ----------------------------------------------- | ----------------------------------------------- | ----------------------------------------------- | ----------------------------------------------- | ----------------------------------------------- | ----------------------------------------------- |
| Светски рекорд                                  | 51,90                                           | Татјана Мекфаден                                | Сједињене Државе                                | Арбон, Швајцарска                               | 4. јун 2015.                                    |
| Параолимпијски рекорд                           | 51,91                                           | Шантал Петитклерк                               | Канада                                          | Атина, Грчка                                    | 25. септембар 2004.                             |

## Сатница
| Датум               | Време | Ниво               |
| ------------------- | ----- | ------------------ |
| 11. септембар 2016. | 10:00 | Квалификације (Г1) |
| 11. септембар 2016. | 10:06 | Квалификације (Г2) |
| 11. септембар 2016. | 17:37 | Финале             |

Сва времена су по локалном времену (UTC+3)

## Освајачи медаља
|                        |                   |                   |
| Татјана Мекфаден · САД | Чери Мадсен · САД | Лихунг Цоу · Кина |

## Резултати

#### Квалификације
Квалификације су одржане 11.9.2016. годину у 10:00 и 10:06. Такмичарке су биле подељене у две групе. У финале су се пласирале прве три такмичарке из сваке групе и 2 на основу резултата.,,
| Пласман | Група | Атлетичарка            | Земља      | Класа | ЛР      | ЛРС     | Резултат | Белешка |
| ------- | ----- | ---------------------- | ---------- | ----- | ------- | ------- | -------- | ------- |
| 1.      | 2     | Татјана Мекфаден       | САД        | Т54   | 51,90   | 52,47   | 53,17    | КВ      |
| 2.      | 1     | Чери Мадсен            | САД        | Т54   | 54,73   | 54,73   | 54,29    | КВ, ЛР  |
| 3.      | 2     | Венђуен Љу             | Кина       | Т54   | 54,67   |         | 54,90    | КВ, ЛРС |
| 4.      | 1     | Лихунг Цоу             | Кина       | Т54   | 55,73   |         | 54,93    | КВ, ЛР  |
| 5.      | 2     | Мануела Шар            | Швајцарска | Т54   | 54,53   | 55,57   | 55,85    | КВ, ЛРС |
| 6.      | 2     | Хана Мекфаден          | САД        | Т54   | 57,16   | 57,37   | 53,17    | кв, ЛР  |
| 7.      | 1     | Ђинг Ма                | Кина       | Т54   | 54,91   |         | 56,38    | КВ, ЛРС |
| 8.      | 1     | Маргриет ван ден Броек | Холандија  | Т54   | 55,77   | 57,77   | 56,78    | кв, ЛРС |
| 9.      | 1     | Дајана Рој             | Канада     | Т54   | 55,17   | 55,43   | 57,29    |         |
| 10.     | 2     | Aманда Котаја          | Финска     | Т54   | 56,90   | 1:50,26 | 59,17    | ЛРС     |
| 11.     | 2     | Џемима Мур             | Аустралија | Т54   | 1:56,85 |         | 1:00,24  | ЛР      |
| 12.     | 2     | Алиса Ибара Барахас    | Мексико    | Т54   | 59,39   |         | 1:04,20  | ЛРС     |
| 13.     | 1     | Зубеиде Супургеци      | Турска     | Т54   | 58,36   | 59,32   | 1:04,29  |         |

### Финале
Финале је одржано 11.9.2016. годину у 17:37.,,
| Пласман | Атлетичарка            | Земља      | Класа | Резултат | Белешка |
| ------- | ---------------------- | ---------- | ----- | -------- | ------- |
|         | Татјана Мекфаден       | САД        | Т54   | 53,30    |         |
|         | Чери Мадсен            | САД        | Т54   | 54,50    |         |
|         | Лихунг Цоу             | Кина       | Т54   | 54,70    | ЛР      |
| 4.      | Венђуен Љу             | Кина       | Т54   | 54,72    | ЛРС     |
| 5.      | Мануела Шар            | Швајцарска | Т54   | 55,27    | ЛРС     |
| 6.      | Ђинг Ма                | Кина       | Т54   | 55,83    | ЛР      |
| 7.      | Хана Мекфаден          | САД        | Т54   | 56,20    |         |
| 8.      | Маргриет ван ден Броек | Холандија  | Т54   | 57,37    |         |